# Parafia Ewangelicko-Augsburska w Brzegu
Parafia Ewangelicko-Augsburska w Brzegu – parafia luterańska w Brzegu, należąca do diecezji katowickiej Kościoła Ewangelicko-Augsburskiego w RP. Jej siedziba mieści się przy ul. Łokietka 9a.

## Historia
Brzeg uznawany jest obok Legnicy za kolebkę luteranizmu na Śląsku. Stało się to za sprawą księcia legnicko-brzeskiego – Fryderyka II Piasta, który poddał się argumentacji Caspra Schwenckfelda i już w roku 1523 przyjął wyznanie ewangelickie, a w 1534 wprowadził je w swoich księstwach. Nielicznych, którzy nie podporządkowali się woli książęcej, wygnał w 1535 .
W roku 1525 w Brzegu ewangelicy stanowili dominującą większość. Przejęli oni kościół św. Mikołaja i odtąd ośrodek brzeski stał się jednym z głównych centrów luteranizmu na Śląsku. Niekorzystne dla ewangelików postanowienia w okresie rządów katolickich Habsburgów i kontrreformacji zasadniczo nie obejmowały księstwa brzeskiego. Stan ten uległ zmianie dopiero wraz ze śmiercią w 1675 r. ostatniego piasta śląskiego, Jerzego IV Wilhelma. Dopiero wówczas do akcji przeciw ewangelikom wkroczyli jezuici .
W latach 1564–1740 parafia była miejscem ordynacji duszpasterzy. Jednym ze znanych pastorów opiekujących się zborem brzeskim, był Johann Adam Steinmetz .
W 1905 roku parafia ufundowała pomnik Marcina Lutra, który został zburzony w 1945 .
Do 1945 ewangelicy stanowili większość mieszkańców Brzegu – trzydziestotysięczne miasto zamieszkiwało około 18 000 luteran pozostających w strukturach Ewangelickiego Kościoła Unii Staropruskiej. Ponadto działała tu również parafia staroluterańska, licząca 250 wiernych.
Po II wojnie światowej administrację nad miejscowymi ewangelikami przejął Kościół Ewangelicko-Augsburski w RP. Parafia została pozbawiona stałej opieki duszpasterskiej, nabożeństwa prowadzone były co dwa tygodnie przez ks. Karola Jadwiszczoka w kościele św. Trójcy. Po rozbiórce tej świątyni, przeniesiono je do będącego wówczas w bardzo złym stanie technicznym dawnego kościoła staroluterańskiego. W okresie powojennym znaczna część dotychczasowych mieszkańców wyznania ewangelickiego wyemigrowała . 
W 1952 parafia otrzymała stałego duchownego w osobie ks. Stanisław Żwaka, zamieszkałego w Lewinie Brzeskim, który został proboszczem-administratorem parafii w Brzegu i Kłodzku. Kolejnym brzeskim administratorem był ks. Marian Niemiec, a po nim stanowisko to objął w 1999 ks. Sławomir Fonfara, który jest pierwszym powojennym ewangelickim duszpasterzem zamieszkałym na terenie miasta .
W 2009 parafia liczyła około 100 wiernych.

## Kościoły i kaplice
- Kościół św. Łukasza Ewangelisty w Brzegu (parafialny) został poświęcony 10 października 1897 jako kościół staroluterański[5]. Gdy po II wojnie światowej dotychczasowy zabytkowy kościół parafialny św. Mikołaja był zrujnowany, parafia przejęła mniejszy, równie zdewastowany kościół św. Łukasza[3].
- Kościół w Karczowie, stanowiącym filiał brzeskiej parafii, poświęcono w 1892[6][7]
- Kościół Chrystusa w Nysie został przekazany miejscowej parafii ewangelickiej w 1816[8]. W latach 1938–1939 został gruntownie wyremontowany[9]. W czasie walk frontowych w 1945 został zniszczony, odbudowę zakończono w 1950[8]. Do dziś służy miejscowemu zborowi, obecnie stanowiącemu filiał parafii brzeskiej[10].